# Districte de Calvi
El Districte de Calvi és un dels tres districtes amb què es divideix el departament francès de l'Alta Còrsega, a l'illa de Còrsega. Té 4 cantons i 33 municipis i el cap del districte és la sotsprefectura de Calvi.

## Cantons
cantó de Belgodère - cantó de Calenzana - cantó de Calvi - cantó de l'Île-Rousse.